# Campionati mondiali di nuoto in vasca corta 2018
I campionati mondiali di nuoto in vasca corta 2018 si sono svolti dall'11 al 16 dicembre 2018 a Hangzhou in Cina. Sono stati la quattordicesima edizione della competizione organizzata dalla Federazione internazionale del nuoto (FINA).

## Programma[1]
| H | Batterie | SF | Semifinali | F | Finali |

| Sessione mattutina | 09:30 | Sessione pomeridiana | 19:00 |

| Evento              | Dicembre | Dicembre | Dicembre | Dicembre | Dicembre | Dicembre | Dicembre | Dicembre | Dicembre | Dicembre | Dicembre | Dicembre |
| Evento              | 11       | 11       | 12       | 12       | 13       | 13       | 14       | 14       | 15       | 15       | 16       | 16       |
| ------------------- | -------- | -------- | -------- | -------- | -------- | -------- | -------- | -------- | -------- | -------- | -------- | -------- |
| 50m stile libero    |          |          |          |          | H        | SF       |          | F        |          |          |          |          |
| 100m stile libero   |          |          |          |          |          |          |          |          | H        | SF       |          | F        |
| 200m stile libero   |          |          | H        | F        |          |          |          |          |          |          |          |          |
| 400m stile libero   | H        | F        |          |          |          |          |          |          |          |          |          |          |
| 1500m stile libero  |          |          |          |          |          |          |          |          | H        |          |          | F        |
| 50m dorso           |          |          |          |          | H        | SF       |          | F        |          |          |          |          |
| 100m dorso          | H        | SF       |          | F        |          |          |          |          |          |          |          |          |
| 200m dorso          |          |          |          |          |          |          |          |          |          |          | H        | F        |
| 50m rana            |          |          |          |          |          |          |          |          | H        | SF       |          | F        |
| 100m rana           | H        | SF       |          | F        |          |          |          |          |          |          |          |          |
| 200m rana           |          |          |          |          | H        | F        |          |          |          |          |          |          |
| 50m farfalla        |          |          |          |          |          |          | H        | SF       |          | F        |          |          |
| 100m farfalla       |          |          | H        | SF       |          | F        |          |          |          |          |          |          |
| 200m farfalla       | H        | F        |          |          |          |          |          |          |          |          |          |          |
| 100m misti          |          |          |          |          | H        | SF       |          | F        |          |          |          |          |
| 200m misti          | H        | F        |          |          |          |          |          |          |          |          |          |          |
| 400m misti          |          |          |          |          |          |          |          |          | H        | F        |          |          |
| 4x50m stile libero  |          |          |          |          |          |          | H        | F        |          |          |          |          |
| 4x100m stile libero | H        | F        |          |          |          |          |          |          |          |          |          |          |
| 4x200m stile libero |          |          |          |          |          |          | H        | F        |          |          |          |          |
| 4x50m misti         |          |          |          |          |          |          |          |          | H        | F        |          |          |
| 4x100m misti        |          |          |          |          |          |          |          |          |          |          | H        | F        |
| Totale              | 4        | 4        | 3        | 3        | 2        | 2        | 5        | 5        | 3        | 3        | 5        | 5        |

| Evento              | Dicembre | Dicembre | Dicembre | Dicembre | Dicembre | Dicembre | Dicembre | Dicembre | Dicembre | Dicembre | Dicembre | Dicembre |
| Evento              | 11       | 11       | 12       | 12       | 13       | 13       | 14       | 14       | 15       | 15       | 16       | 16       |
| ------------------- | -------- | -------- | -------- | -------- | -------- | -------- | -------- | -------- | -------- | -------- | -------- | -------- |
| 50m stile libero    |          |          |          |          |          |          |          |          | H        | SF       |          | F        |
| 100m stile libero   |          |          | H        | SF       |          | F        |          |          |          |          |          |          |
| 200m stile libero   | H        | F        |          |          |          |          |          |          |          |          |          |          |
| 400m stile libero   |          |          |          |          |          |          | H        | F        |          |          |          |          |
| 800m stile libero   |          |          | H        |          |          | F        |          |          |          |          |          |          |
| 50m dorso           |          |          |          |          |          |          | H        | SF       |          | F        |          |          |
| 100m dorso          | H        | SF       |          | F        |          |          |          |          |          |          |          |          |
| 200m dorso          |          |          |          |          | H        | F        |          |          |          |          |          |          |
| 50m rana            | H        | SF       |          | F        |          |          |          |          |          |          |          |          |
| 100m rana           |          |          |          |          |          |          | H        | SF       |          | F        |          |          |
| 200m rana           |          |          |          |          |          |          |          |          |          |          | H        | F        |
| 50m farfalla        |          |          |          |          | H        | SF       |          | F        |          |          |          |          |
| 100m farfalla       |          |          |          |          |          |          |          |          | H        | SF       |          | F        |
| 200m farfalla       |          |          | H        | F        |          |          |          |          |          |          |          |          |
| 100m misti          |          |          |          |          | H        | SF       |          | F        |          |          |          |          |
| 200m misti          |          |          |          |          |          |          |          |          | H        | F        |          |          |
| 400m misti          | H        | F        |          |          |          |          |          |          |          |          |          |          |
| 4x50m stile libero  |          |          |          |          |          |          |          |          |          |          | H        | F        |
| 4x100m stile libero | H        | F        |          |          |          |          |          |          |          |          |          |          |
| 4x200m stile libero |          |          |          |          |          |          |          |          | H        | F        |          |          |
| 4x50m misti         |          |          | H        | F        |          |          |          |          |          |          |          |          |
| 4x100m misti        |          |          |          |          |          |          |          |          |          |          | H        | F        |
| Totale              | 3        | 3        | 4        | 4        | 3        | 3        | 3        | 3        | 4        | 4        | 5        | 5        |

| Evento             | Dicembre | Dicembre | Dicembre | Dicembre | Dicembre | Dicembre | Dicembre | Dicembre | Dicembre | Dicembre | Dicembre | Dicembre |
| Evento             | 11       | 11       | 12       | 12       | 13       | 13       | 14       | 14       | 15       | 15       | 16       | 16       |
| ------------------ | -------- | -------- | -------- | -------- | -------- | -------- | -------- | -------- | -------- | -------- | -------- | -------- |
| 4x50m stile libero |          |          | H        | F        |          |          |          |          |          |          |          |          |
| 4x50m misti        |          |          |          |          | H        | F        |          |          |          |          |          |          |
| Totale             |          |          | 1        | 1        | 1        | 1        |          |          |          |          |          |          |

## Medagliere
| Posiz. | Nazione           | Oro | Argento | Bronzo | Totale |
| ------ | ----------------- | --- | ------- | ------ | ------ |
| 1      | Stati Uniti       | 17  | 15      | 4      | 36     |
| 2      | Russia            | 6   | 5       | 3      | 14     |
| 3      | Ungheria          | 4   | 1       | 0      | 5      |
| 4      | Paesi Bassi       | 3   | 6       | 2      | 11     |
| 5      | Cina              | 3   | 5       | 5      | 13     |
| 6      | Sudafrica         | 3   | 2       | 2      | 7      |
| 7      | Australia         | 2   | 2       | 8      | 12     |
| 8      | Giappone          | 2   | 1       | 5      | 8      |
| 9      | Brasile           | 2   | 0       | 6      | 8      |
| 10     | Giamaica          | 2   | 0       | 1      | 3      |
| 11     | Lituania          | 1   | 2       | 0      | 3      |
| 12     | Ucraina           | 1   | 0       | 0      | 1      |
| 13     | Italia            | 0   | 3       | 4      | 7      |
| 14     | Bielorussia       | 0   | 2       | 0      | 2      |
| 15     | Norvegia          | 0   | 1       | 1      | 2      |
| 16     | Austria           | 0   | 1       | 0      | 1      |
| 17     | Belgio            | 0   | 0       | 1      | 1      |
| 17     | Francia           | 0   | 0       | 1      | 1      |
| 17     | Germania          | 0   | 0       | 1      | 1      |
| 17     | Gran Bretagna     | 0   | 0       | 1      | 1      |
| 17     | Irlanda           | 0   | 0       | 1      | 1      |
| 17     | Polonia           | 0   | 0       | 1      | 1      |
| 17     | Trinidad e Tobago | 0   | 0       | 1      | 1      |
| Totale | Totale            | 46  | 46      | 48     | 140    |

## Podi

### Uomini
| Evento                          | Oro | Tempo    | Argento | Tempo    | Bronzo                                                                                | Tempo    |         |
| Stile libero                    | |          | |          |                                                                                       |          |         |
| 50 m (dettagli)                 | Vladimir Morozov | 20"33    | Caeleb Dressel | 20"54    | Brad Tandy                                                                            | 20"94    |         |
| 100 m (dettagli)                | Caeleb Dressel | 45"62    | Vladimir Morozov | 45"64    | Chad le Clos                                                                          | 45"89    |         |
| 200 m (dettagli)                | Blake Pieroni | 1'41"49  | Danas Rapšys | 1'41"78  | Alexander Graham                                                                      | 1'42"28  |         |
| 400 m (dettagli)                | Danas Rapšys | 3'34"01  | Henrik Christiansen | 3'36"64  | Gabriele Detti                                                                        | 3'37"54  |         |
| 1500 m (dettagli)               | Mychajlo Romančuk | 14'09"14 | Gregorio Paltrinieri | 14'09"87 | Henrik Christiansen                                                                   | 14'19"39 |         |
| Dorso                           | |          | |          |                                                                                       |          |         |
| 50 m (dettagli)                 | Evgenij Rylov | 22"58    | Ryan Murphy | 22"63    | Shane Ryan                                                                            | 22"76    |         |
| 100 m (dettagli)                | Ryan Murphy | 49"23    | Xu Jiayu | 49"26    | Kliment Kolesnikov                                                                    | 49"40    |         |
| 200 m (dettagli)                | Evgenij Rylov | 1'47"02  | Ryan Murphy | 1'47"34  | Radosław Kawęcki Mitch Larkin                                                         | 1'48"25  | 1'48"25 |
| Rana                            | |          | |          |                                                                                       |          |         |
| 50 m (dettagli)                 | Cameron van der Burgh                                                                                                | 25"41    | Il'ja Šymanovič | 25"77    | Felipe Lima                                                                           | 25"80    |         |
| 100 m (dettagli)                | Cameron van der Burgh                                                                                                | 56"01    | Il'ja Šymanovič | 56"10    | Yasuhiro Koseki                                                                       | 56"13    |         |
| 200 m (dettagli)                | Kirill Prigoda | 2'00"16  | Qin Haiyang | 2'01"15  | Marco Koch                                                                            | 2'01"42  |         |
| Farfalla                        | |          | |          |                                                                                       |          |         |
| 50 m (dettagli)                 | Nicholas Santos | 21"81    | Chad le Clos | 21"97    | Dylan Carter                                                                          | 22"38    |         |
| 100 m (dettagli)                | Chad le Clos | 48"50    | Caeleb Dressel | 48"71    | Li Zhuhao                                                                             | 49"25    |         |
| 200 m (dettagli)                | Daiya Seto | 1'48"24  | Chad le Clos | 1'48"32  | Li Zhuhao                                                                             | 1'50"39  |         |
| Misti                           | |          | |          |                                                                                       |          |         |
| 100 m (dettagli)                | Kliment Kolesnikov                                                                                                   | 50"63    | Marco Orsi | 51"03    | Hiromasa Fujimori                                                                     | 51"53    |         |
| 200 m (dettagli)                | Wang Shun | 1'51"01  | Josh Prenot | 1'52"69  | Hiromasa Fujimori                                                                     | 1'52"73  |         |
| 400 m (dettagli)                | Daiya Seto | 3'56"43  | Thomas Fraser-Holmes | 4'02"74  | Brandonn Almeida                                                                      | 4'03"71  |         |
| Staffette                       | |          | |          |                                                                                       |          |         |
| 4x50 m stile libero (dettagli)  | Stati Uniti Caeleb Dressel Ryan Held Jack Conger Michael Chadwick Michael Andrew Michael Jensen Kyle DeCoursey       | 1'21"80  | Russia Vladimir Morozov Evgeny Sedov Ivan Kuzmenko Evgenij Rylov Kliment Kolesnikov Sergej Fesikov                                           | 1'22"22  | Italia Santo Condorelli Andrea Vergani Lorenzo Zazzeri Alessandro Miressi             | 1'22"90  |         |
| 4x100 m stile libero (dettagli) | Stati Uniti Caeleb Dressel Blake Pieroni Michael Chadwick Ryan Held Kyle DeCoursey Michael Jensen Matt Grevers       | 3'03"03  | Russia Vladislav Grinëv Sergej Fesikov Vladimir Morozov Kliment Kolesnikov Evgenij Rylov Ivan Kuzmenko Michail Vekoviščev Ivan Girev         | 3'03"11  | Brasile Matheus Santana Marcelo Chierighini César Cielo Filho Breno Correia           | 3'05"15  |         |
| 4x200 m stile libero (dettagli) | Brasile Luiz Altamir Melo Fernando Scheffer Leonardo Coelho Santos Breno Correia Leonardo de Deus                    | 6'46"81  | Russia Martin Maljutin Michail Vekoviščev Ivan Girev Aleksandr Krasnych Michail Dovgaljuk Vladislav Grinëv                                   | 6'46"84  | Cina Ji Xinjie Xu Jiayu Sun Yang Wang Shun Shang Keyuan Qian Zhiyong                  | 6'47"53  |         |
| 4x50 m misti (dettagli)         | Russia Kliment Kolesnikov Oleg Kostin Michail Vekoviščev Evgenij Rylov Kirill Prigoda Roman Shevliakov Ivan Kuzmenko | 1'30"54  | Stati Uniti Ryan Murphy Michael Andrew Caeleb Dressel Ryan Held Matt Grevers Andrew Wilson Jack Conger Michael Chadwick                      | 1'30"90  | Brasile Guilherme Guido Felipe Lima Nicholas Santos César Cielo Filho Matheus Santana | 1'31"49  |         |
| 4x100 m misti (dettagli)        | Stati Uniti Ryan Murphy Andrew Wilson Caeleb Dressel Ryan Held Matt Grevers Michael Andrew Jack Conger Blake Pieroni | 3'19"98  | Russia Kliment Kolesnikov Kirill Prigoda Michail Vekoviščev Vladimir Morozov Andrey Shabasov Oleg Kostin Alexandr Kharlanov Vladislav Grinëv | 3'20"61  | Giappone Ryōsuke Irie Yasuhiro Koseki Takeshi Kawamoto Katsumi Nakamura Yuma Edo      | 3'21"07  |         |

### Donne
| Evento                          | Oro | Tempo   | Argento                                                                                          | Tempo   | Bronzo                                                                                       | Tempo   |
| Stile libero                    | |         |                                                                                                  |         |                                                                                              |         |
| 50 m (dettagli)                 | Ranomi Kromowidjojo | 23"19   | Femke Heemskerk                                                                                  | 23"67   | Etiene Medeiros                                                                              | 23"76   |
| 100 m (dettagli)                | Ranomi Kromowidjojo | 51"14   | Femke Heemskerk                                                                                  | 51"60   | Mallory Comerford                                                                            | 51"63   |
| 200 m (dettagli)                | Ariarne Titmus | 1'51"38 | Mallory Comerford                                                                                | 1'51"81 | Femke Heemskerk                                                                              | 1'52"36 |
| 400 m (dettagli)                | Ariarne Titmus | 3'53"92 | Wang Jianjiahe                                                                                   | 3'54"56 | Li Bingjie                                                                                   | 3'57"99 |
| 800 m (dettagli)                | Wang Jianjiahe | 8'04"35 | Simona Quadarella                                                                                | 8'08"03 | Leah Smith                                                                                   | 8'08"75 |
| Dorso                           | |         |                                                                                                  |         |                                                                                              |         |
| 50 m (dettagli)                 | Olivia Smoliga | 25"88   | Caroline Pilhatsch                                                                               | 25"99   | Holly Barratt                                                                                | 26"04   |
| 100 m (dettagli)                | Olivia Smoliga | 56"19   | Katinka Hosszú                                                                                   | 56"26   | Georgia Davies Minna Atherton                                                                | 56"74   |
| 200 m (dettagli)                | Lisa Bratton | 2'00"71 | Kathleen Baker                                                                                   | 2'00"79 | Emily Seebohm                                                                                | 2'01"37 |
| Rana                            | |         |                                                                                                  |         |                                                                                              |         |
| 50 m (dettagli)                 | Alia Atkinson | 29"05   | Rūta Meilutytė                                                                                   | 29"38   | Martina Carraro                                                                              | 29"59   |
| 100 m (dettagli)                | Alia Atkinson | 1'03"51 | Katie Meili                                                                                      | 1'03"63 | Jessica Hansen                                                                               | 1'04"61 |
| 200 m (dettagli)                | Annie Lazor | 2'18"32 | Bethany Galat                                                                                    | 2'18"62 | Fanny Lecluyse                                                                               | 2'18"85 |
| Farfalla                        | |         |                                                                                                  |         |                                                                                              |         |
| 50 m (dettagli)                 | Ranomi Kromowidjojo | 24"47   | Holly Barratt                                                                                    | 24"80   | Kelsi Dahlia                                                                                 | 24"97   |
| 100 m (dettagli)                | Kelsi Dahlia | 55"01   | Kendyl Stewart                                                                                   | 56"22   | Daiene Dias                                                                                  | 56"31   |
| 200 m (dettagli)                | Katinka Hosszú | 2'01"60 | Kelsi Dahlia                                                                                     | 2'01"73 | Suzuka Hasegawa                                                                              | 2'04"04 |
| Misti                           | |         |                                                                                                  |         |                                                                                              |         |
| 100 m (dettagli)                | Katinka Hosszú | 57"26   | Runa Imai                                                                                        | 57"85   | Alia Atkinson                                                                                | 58"11   |
| 200 m (dettagli)                | Katinka Hosszú | 2'03"25 | Melanie Margalis                                                                                 | 2'04"62 | Kathleen Baker                                                                               | 2'05"54 |
| 400 m (dettagli)                | Katinka Hosszú | 4'21"40 | Melanie Margalis                                                                                 | 4'25"84 | Fantine Lesaffre                                                                             | 4'27"31 |
| Staffette                       | |         |                                                                                                  |         |                                                                                              |         |
| 4x50 m stile libero (dettagli)  | Stati Uniti Madison Kennedy Mallory Comerford Kelsi Dahlia Erika Brown Lia Neal Olivia Smoliga Veronica Burchill              | 1'34"03 | Paesi Bassi Ranomi Kromowidjojo Femke Heemskerk Kim Buschd Valerie van Roon Maaike de Waard      | 1'34"55 | Australia Holly Barratt Emily Seebohm Minna Atherton Carla Buchanan Ariarne Titmus           | 1'36"34 |
| 4x100 m stile libero (dettagli) | Stati Uniti Olivia Smoliga Lia Neal Mallory Comerford Kelsi Dahlia Veronica Burchill Erika Brown                              | 3'27"78 | Paesi Bassi Kim Busch Femke Heemskerk Maaike de Waard Ranomi Kromowidjojo Valerie van Roon       | 3'28"02 | Cina Zhu Menghui Yang Junxuan Liu Xiaohan Wang Jingzhuo                                      | 3'30"92 |
| 4x200 m stile libero (dettagli) | Cina Li Bingjie Yang Junxuan Zhang Yuhan Wang Jianjiahe Ai Yanhan Liu Xiaohan                                                 | 7'34"08 | Stati Uniti Leah Smith Mallory Comerford Melanie Margalis Erika Brown Lia Neal Veronica Burchill | 7'35"30 | Australia Ariarne Titmus Minna Atherton Carla Buchanan Abbey Harkin                          | 7'36"40 |
| 4x50 m misti (dettagli)         | Stati Uniti Olivia Smoliga Katie Meili Kelsi Dahlia Mallory Comerford Kathleen Baker Kendyl Stewart Erika Brown               | 1'42"38 | Cina Fu Yuanhui Suo Ran Wang Yichun Wu Yue                                                       | 1'44"31 | Paesi Bassi Maaike de Waard Kim Busch Ranomi Kromowidjojo Femke Heemskerk                    | 1'44"57 |
| 4x100 m misti (dettagli)        | Stati Uniti Olivia Smoliga Katie Meili Kelsi Dahlia Mallory Comerford Kathleen Baker Melanie Margalis Kendyl Stewart Lia Neal | 3'45"58 | Cina Fu Yuanhui Shi Jinglin Zhang Yufei Zhu Menghui Wang Yichun Yang Junxuan                     | 3'48"80 | Italia Margherita Panziera Martina Carraro Elena Di Liddo Federica Pellegrini Ilaria Bianchi | 3'51"38 |

### Misto
| Evento                         | Oro | Tempo   | Argento                                                                                               | Tempo   | Bronzo | Tempo   |
| Stile libero                   | |         | |         | |         |
| 4x50 m stile libero (dettagli) | Stati Uniti Caeleb Dressel Ryan Held Mallory Comerford Kelsi Dahlia Michael Andrew Michael Chadwick Olivia Smoliga Madison Kennedy | 1'27"89 | Paesi Bassi Jesse Puts Stan Pijnenburg Ranomi Kromowidjojo Femke Heemskerk Kim Busch Valerie van Roon | 1'28"51 | Russia Vladimir Morozov Evgeny Sedov Marija Kameneva Rozalija Nasretdinova Evgenij Rylov Ivan Kuzmenko Arina Surkova | 1'28"73 |
| 4x50 m mista (dettagli)        | Stati Uniti Olivia Smoliga Michael Andrew Kelsi Dahlia Caeleb Dressel Ryan Murphy Katie Meili Kendyl Stewart Michael Chadwick      | 1'36"40 | Paesi Bassi Jesse Puts Ties Elzerman Ranomi Kromowidjojo Femke Heemskerk Maaike de Waard Kim Busch    | 1'37"05 | Russia Kliment Kolesnikov Oleg Kostin Rozalija Nasretdinova Marija Kameneva Evgenij Rylov Arina Surkova              | 1'37"33 |